# Bento Sanches Dorta
Bento Sanches Dorta (1739-1794) foi um astrônomo português que veio para o Rio de Janeiro em 1781. Em sua casa, na cidade de São Sebastião, montou uma estação de observações astronômicas e meteorológicas. Fez observações meteorológicas na cidade do Rio de Janeiro entre 1781 e 1788. Sua estadia na cidade não foi premeditada. Sanches Dorta deveria seguir para a Capitania de São Paulo com a finalidade de trabalhar no cumprimento do Tratado de Santo Ildefonso entre as coroas espanhola e portuguesa. Porém, só seguiu para São Paulo no ano de 1788.
Este astrônomo era filho de ourives e nasceu na cidade de Coimbra no ano de 1739. Estudou na Universidade de Coimbra Matemática e Filosofia, foi sócio correspondente da Academia Real das Ciências de Lisboa e da Academia Literária do Rio de Janeiro.